# Barrio de Tetzmola
Barrio de Tetzmola är en ort i Mexiko.   Den ligger i kommunen Camerino Z. Mendoza och delstaten Veracruz, i den sydöstra delen av landet, 220 km öster om huvudstaden Mexico City. Barrio de Tetzmola ligger 2 109 meter över havet och antalet invånare är 823.
Terrängen runt Barrio de Tetzmola är bergig österut, men västerut är den kuperad. Runt Barrio de Tetzmola är det ganska tätbefolkat, med 134 invånare per kvadratkilometer. Närmaste större samhälle är Orizaba, 10,7 km nordost om Barrio de Tetzmola. I omgivningarna runt Barrio de Tetzmola växer huvudsakligen savannskog.